# Álvaro Pérez Mejía
Pour les articles homonymes, voir Álvaro, Mejía et Alvaro Mejia.
Álvaro Pérez Mejía, né le 18 janvier 1982 à Madrid en Espagne, est un footballeur évoluant au poste de défenseur devenu entraîneur.

## Biographie
Ce jeune canterano commence sa carrière footballistique au CD Las Rozas (1993-98) puis arrive ensuite au Real Madrid dans les équipes juvéniles. Il franchit toutes les étapes et débute le 24 janvier 2004 en Liga face à Villarreal CF avec l'équipe première.
Jouant très peu, il souhaite quitter le club durant l'été 2005 afin d'avoir du temps jeu. Il veut notamment rejoindre le club de Getafe CF où joue son ami Riki mais le départ de Walter Samuel et la blessure de Jonathan Woodgate le condamne à rester au club. L'entraîneur, le président et le directeur sportif lui ont promis des minutes de jeu mais l'arrivée de Sergio Ramos le dernier jour du mercato le pousse vers le banc des remplaçants.
Lors de l'intersaison 2007, ce pur produit du centre de formation madrilène signe au Real Murcie qui vient d'obtenir la montée en Primera.
Il signe un contrat d'un an à l'AC Arles-Avignon en juillet 2010.
Lors de la 8e journée contre l'AJ Auxerre, il est emporté par son élan en jouant le ballon sur un centre et percute le poteau violemment à tel point que pendant la retransmission du match, on entend le bruit du choc. Il sortira sur une civière. Le bilan sera une indisponibilité de un mois pour une blessure aux côtes.
Le 18 janvier 2011, après six mois passés à l'AC Arles-Avignon, il résilie son contrat et signe dans la foulée en faveur du club turc de Konyaspor.

## Palmarès
- Vainqueur du Championnat d'Espagne en 2007 avec le Real Madrid
- Vice-Champion d'Espagne en 2005 et 2006 avec le Real Madrid
- Finaliste de la Copa del Rey en 2004 avec le Real Madrid